# ルーム・ライト (室内灯)
「ルーム・ライト (室内灯)」（るーむ・らいと）は、1973年3月1日に発売された由紀さおりのシングル。

## 解説
作詞は岡本おさみ、作曲は吉田拓郎がそれぞれ手掛けた。このコンビは翌年に発売された森進一の『襟裳岬』をはじめとして、数多くのヒット曲を生んでいる。
本楽曲の拓郎による由紀への提供は、ニューミュージック系ミュージシャンによる歌謡曲歌手への楽曲提供の端緒といわれているが、同年5月23日、ツアー中に拓郎が逮捕されるという事件（通称：金沢事件）が発生すると、その騒動によって拓郎の提供楽曲だった本楽曲も放送自粛の処置がとられたため大きなヒットにはならなかった。
由紀さおりのニューミュージック系ミュージシャンとのコラボレーションは本楽曲のみにとどまらず、同年4月5日には、『ルームライト「オリジナル・ア・ラ・カルト」』というアルバムが発売され、本楽曲の他にも加藤和彦、かまやつひろし、小室等、小田和正などの人気シンガーソングライターが手がけた楽曲が多数収録されている。

## 収録曲
1. ルーム・ライト (室内灯) [03:12]
作詞：岡本おさみ／作曲：吉田拓郎／編曲：木田高介
2. それは季節のかわりめに [03:13]
作詞：荒木とよひさ／作曲・編曲：森田公一

## カバー
- 作曲を担当した吉田拓郎がセルフカバーしている（1977年のアルバム『ぷらいべえと』に収録されているほか、ライブでも歌唱している）

## 関連作品
- Complete Single Box - 由紀さおりのベスト・アルバム
- ぷらいべえと - 吉田拓郎のカバーアルバム